# Damon Hill
Damon Graham Devereux Hill, OBE, ou simplesmente conhecido como Damon Hill, (Londres, 17 de setembro de 1960) é um ex-automobilista britânico. É filho do falecido bicampeão mundial de Fórmula 1 Graham Hill.

## Biografia
Damon Hill chegou tardiamente à Fórmula 1 depois de uma carreira anterior em corridas de motocicleta, não fazendo sua estreia até 1984. Ele lentamente subiu pela Fórmula 3 e Fórmula 3000, mostrando velocidade ocasionalmente. Em 1992, aos 31 anos de idade (mais dois em relação ao seu pai), Hill substituiu a italiana Giovanna Amati na equipe Brabham em total decadência. Com um carro que só tinha condições de fechar o grid e com muitas dificuldades financeiras, o piloto inglês conseguiu alinhar em dois GPs: Grã-Bretanha em Silverstone e Hungria em Hungaroring — (acabou sendo a última corrida da equipe na categoria). Hill também foi piloto de testes para a dominante equipe Williams-Renault e quando seu compatriota Nigel Mansell finalmente ganhou o campeonato daquele ano e deixou a equipe para pilotar na CART no ano seguinte. Com isso, em 1993, Hill foi promovido para piloto titular tendo como companheiro de equipe o francês Alain Prost. No Grande Prêmio da Alemanha, Hill tinha tudo para vencer a primeira prova na categoria, mas faltando duas voltas para o final, um furo lento no pneu traseiro esquerdo impediu que a primeira vitória acontecesse, mas na prova seguinte, no Grande Prêmio da Hungria, com os problemas de Prost: o motor apagou-se antes dele fazer a volta de aquecimento e teve que largar na última fila e para piorar uma vibração forte na asa traseira durante a prova, que os mecânicos tiveram que fazer o reparo e com isso perdeu muito tempo e mais os abandonos de Senna e Schumacher, Damon Hill finalmente conseguiu vencê-la. Após 24 anos e quase 3 meses, ele se tornou o primeiro piloto filho de um campeão de Fórmula 1 a também vencer assim como seu pai Graham Hill que conquistou a última vitória no Grande Prêmio de Mônaco de 1969. Após essa, o piloto inglês venceria duas provas seguidas: Bélgica e Itália. Com isso, ele chegou a vice colocação no campeonato. Contudo, ele perdeu essa colocação para Senna nas últimas duas provas, em que o brasileiro conquistou as últimas duas vitórias de sua vida. Num carro competitivo, terminou em 3º lugar com 69 pontos.
Em 1994, com o novo patrocínio da Rothmans, ele foi companheiro de Ayrton Senna, e após o falecimento do tricampeão brasileiro no GP de San Marino, Hill tornou-se o primeiro piloto da escuderia. Parecia que Michael Schumacher iria faturar o campeonato com muita antecedência, mas Hill veio para o páreo pelo título após o piloto alemão ser desclassificado no Grande Prêmio da Grã-Bretanha (por ultrapassar com Safety car na volta de aquecimento e ignorar a punição) e banido por duas corridas (por ignorar a bandeira preta). O piloto inglês da Williams seria também beneficiado com a desclassificação do seu rival após a corrida no Grande Prêmio da Bélgica, porque os comissários descobriram um desgaste anormal no assoalho da madeira no Benetton número 5. Este tinha 7,5 milímetros de espessura, bem abaixo dos 9 mm permitidos em desgaste, já que essa tábua tem 10 mm de espessura, quando montado nos carros.[carece de fontes?] Com tudo isso, mais a ausência de Schumacher nos GPs: Itália e Portugal, Hill marcava 40 pontos e ia para a as últimas corridas para ganhar o campeonato. Na última etapa, em Adelaide, na Austrália, Hill estava 1 ponto atrás dele, e com grandes chances de conquistar o campeonato. Na 36ª volta, Schumacher, o líder da prova, abriu demasiado a curva e despistou-se, tocando no muro do circuito; o piloto alemão conseguiu voltar à pista e quando ia ser ultrapassado por Hill que vinha logo atrás, o piloto do Benetton número 5 não teve dúvidas e jogou o seu carro contra o Williams do inglês, para que o filho de Graham não fizesse a curva seguinte na frente dele. Com o abandono de Schumacher, Hill continuou na pista, mas com dificuldades para conduzir seu carro. O piloto conseguiu levá-lo até os boxes, mas os mecânicos da sua equipe não puderam fazer o conserto, porque com a colisão, o Williams número 0 teve a suspensão dianteira esquerda prensada e o piloto não conseguia realizar o movimento completo do volante. Sem condições de retornar ao circuito, Hill deixou o cockpit e foi para o fundo do boxe da equipe sentindo a perda do título que lhe escapou em suas mãos. Fechou com o vice-campeonato marcando 91 pontos.

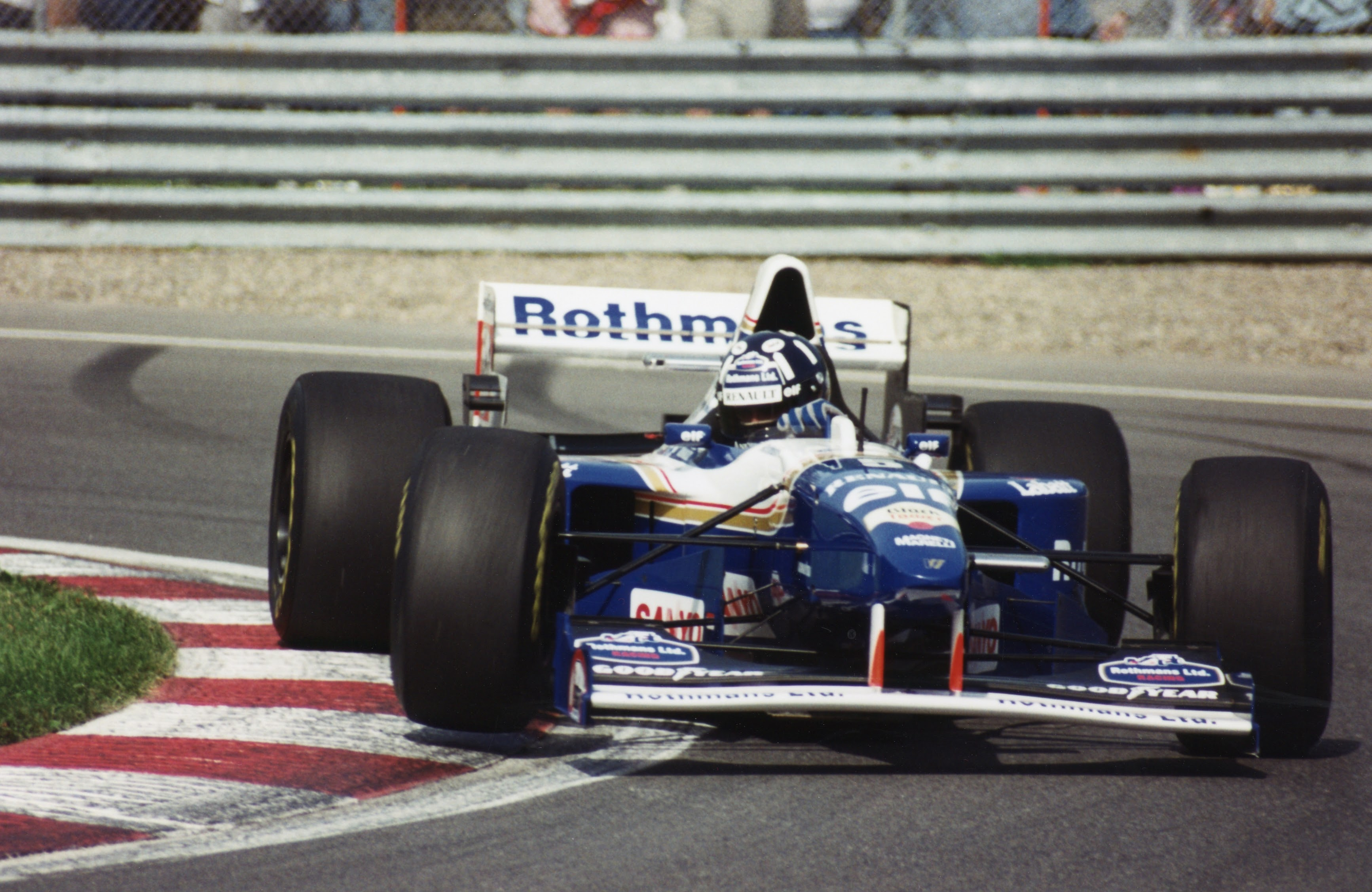
Damon Hill pela Williams em 1995.

Em 1995, Hill ficou novamente com o vice e os 69 pontos quando pela segunda vez consecutiva, Schumacher ganhou o título.

### O título
Em 1996, ainda competindo pela Williams, Hill sagrou-se campeão mundial com 97 pontos, vencendo o companheiro de escuderia, o canadense Jacques Villeneuve (em seu primeiro ano na Fórmula 1) e a Ferrari de Schumacher, e se tornou o primeiro filho de campeão de Fórmula 1 a vencer um campeonato (seu pai, Graham Hill, havia sido campeão mundial em 1962 e 1968). Em 28 de agosto, Frank Williams anunciou que Damon Hill não pilotaria mais para a equipe, e sendo assim Damon Hill assinou com a equipe Arrows para a temporada de 1997.

### GP memorável
O Grande Prêmio da Hungria quem chamou a atenção, não foi nem o canadense Jacques Villeneuve nem o alemão Michael Schumacher, que disputavam o campeonato palmo a palmo, mas sim, Damon Hill na surpreendente Arrows com pneus Bridgestone perfeitamente adaptados para a pista da Hungria. O piloto inglês, campeão do ano anterior, largou bem e deixou para trás a Williams número 3 de Villeneuve e pulava para a segunda posição. O piloto da Arrows número 1 não deixava a Ferrari número 5 do alemão ir embora. Na 10ª volta, no final da reta dos boxes, Hill consegue ultrapassá-lo e contorna a curva à frente dele e assumia a ponta da prova. O inglês liderou por 80% a corrida e tinha acumulado mais de 30 segundos de vantagem sobre Villeneuve, mas faltando três voltas, Hill fala com sua equipe pelo rádio que o acelerador não estava funcionando direito. Depois as marchas começaram a não entrar. Era um problema hidráulico... O filho de Graham tentava desesperadamente se manter na pista, mas ele perdia 10 segundos por volta. No início da última volta, Hill já podia vê-lo pelos retrovisores. No desespero de perder a primeira vitória da equipe, do motor Yamaha e dos pneus Bridgestone, ele balançava o carro de um lado para o outro para que pelo menos o acelerador e o câmbio funcionasse razoavelmente bem e não perdesse muito tempo. Com essa manobra perigosa, Villeneuve não teve alternativas a não ser colocar metade do seu carro na grama para superá-lo.[carece de fontes?] Com a perda da inédita vitória, o piloto inglês da Arrows foi se arrastando no circuito húngaro e conseguiu terminar em 2º lugar. Nos boxes, Tom Walkinshaw chorava, os mecânicos não sabiam se faziam o mesmo ou sorriam de felicidade pela grande atuação do seu piloto, que era o mais festejado no podium e antes dele e mesmo com a grande injustiça sofrida, Hill ainda comemorou o segundo lugar. "Eu estou impressionado por ter chegado até o fim. Estou feliz em ser segundo, mas há uma mistura de emoções."
Em sua nova equipe, o piloto fez uma boa temporada com um carro claramente inferior. A sua grande atuação ficou aí terminando em 12º lugar com 7 pontos.

### Final de Carreira na F1

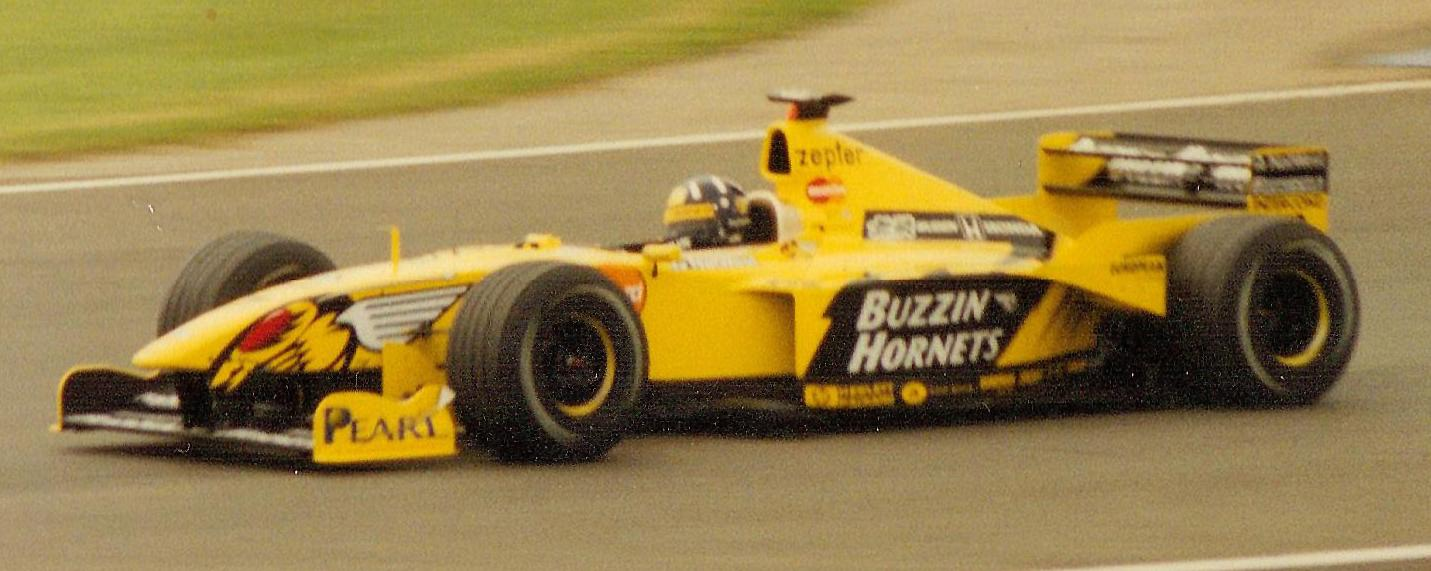
Damon Hill pela Jordan em 1999.

Apesar da corrida na Hungria, estava claro que a Arrows não poderia dar-lhe o nível de competitividade de que precisava. Hill, então, competiu as duas temporadas seguintes pela Jordan, conseguindo a primeira vitória e com dobradinha da equipe, com Ralf Schumacher em segundo, no memorável Grande Prêmio da Bélgica de 1998. Ficou em 6º com 20 pontos.
Ele se aposentou da Fórmula 1 após uma má temporada em 1999. Sua carreira inclui 22 vitórias em Grandes Prêmios pela Williams e pela Jordan. Hill foi premiado com o BBC Sports Personality of the Year duas vezes, em 1994 e 1996, uma das três únicas pessoas a realizar essa façanha. Encerrou a carreira na categoria em 12º lugar com 7 pontos.

### Depois da F1

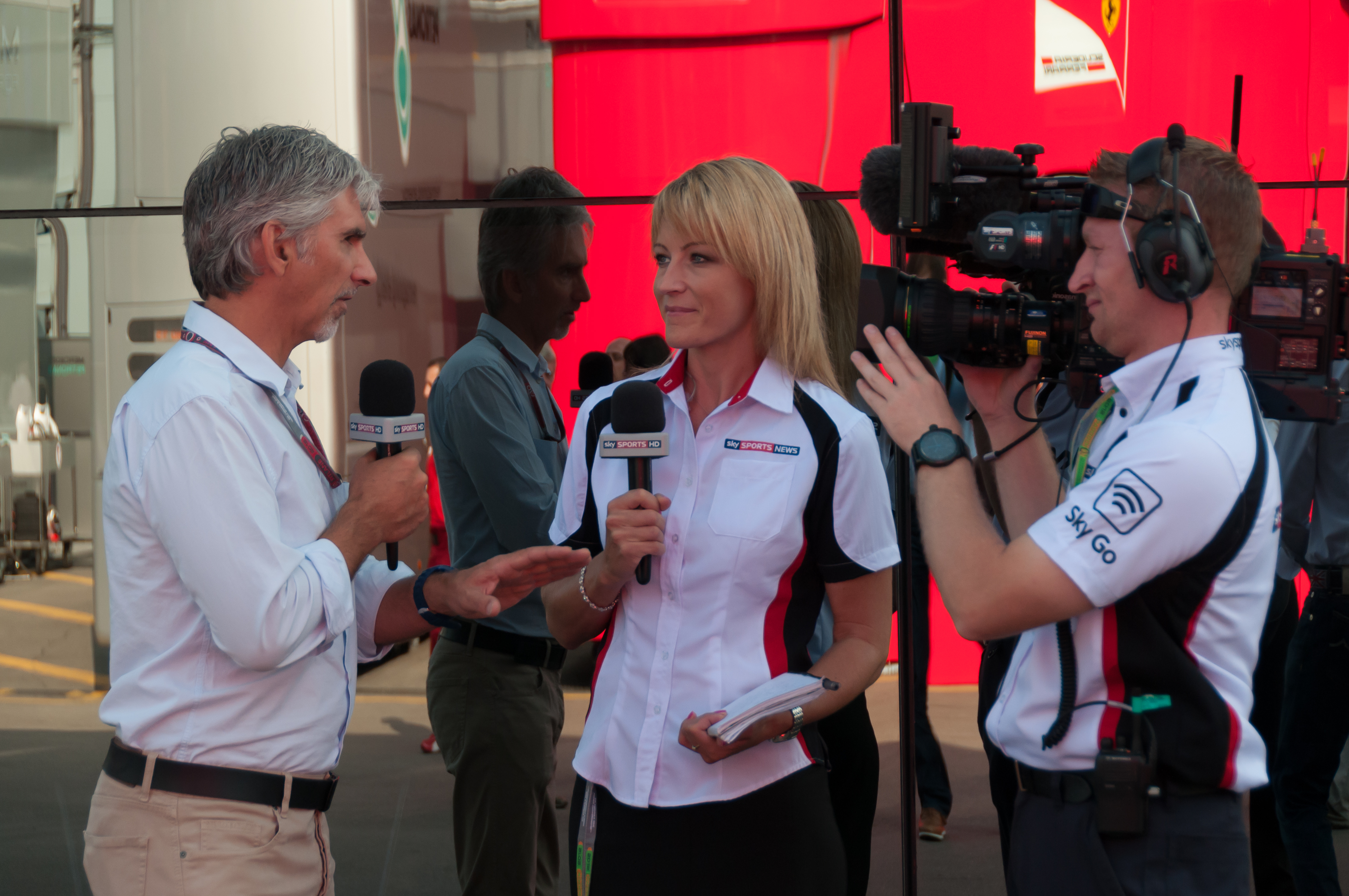
Damon Hill como apresentador da Sky Sports F1 em 2012.

Damon é casado com Georgie e eles têm quatro filhos: Oliver, Joshua, Tabitha e Rosie. Oliver nasceu com Síndrome de Down e Damon e Georgie são ambos ativos colaboradores com campanhas de caridade para portadores deste problema.
Após sua aposentadoria, o ex-piloto está envolvido com negócios e contribui com muitos artigos para revistas de automobilismo. Em 2005 ele chegou a testar um carro da GP2 Series. Ele, entretanto, descarta uma volta às corridas.
Damon além de pilotar, também mostra que tem algum talento com a guitarra, chegando a gravar uma participação especial num disco da banda Def Leppard, em 1999.

## Resultados na Fórmula 1
(legenda : Corrida em negrito indica pole position e corridas em itálico indica volta mais rápida)
| Temporada | Equipe                        | Chassis        | Motor           | 1       | 2       | 3       | 4       | 5       | 6       | 7       | 8       | 9       | 10      | 11      | 12      | 13      | 14      | 15      | 16      | 17      | Pontos | Classificação |
| --------- | ----------------------------- | -------------- | --------------- | ------- | ------- | ------- | ------- | ------- | ------- | ------- | ------- | ------- | ------- | ------- | ------- | ------- | ------- | ------- | ------- | ------- | ------ | ------------- |
| 1999      | Benson & Hedges Jordan        | Jordan 199     | Mugen Honda V10 | AUS Ret | BRA Ret | SMR 4º  | MON Ret | ESP 7º  | CAN Ret | FRA Ret | GBR 5º  | AUT 8º  | ALE Ret | HUN 6º  | BEL 6º  | ITA 10º | EUR Ret | MAL Ret | JAP Ret |         | 7      | 12º           |
| 1998      | Benson & Hedges Jordan        | Jordan 198     | Mugen Honda V10 | AUS 8º  | BRA DSQ | ARG 8º  | SMR 10º | ESP Ret | MON 8º  | CAN Ret | FRA Ret | GBR Ret | AUT 7º  | ALE 4º  | HUN 4º  | BEL 1º  | ITA 6º  | LUX 9º  | JAP 4º  |         | 20     | 6º            |
| 1997      | Danka Arrows Yamaha           | Arrows A18     | Yamaha V10      | AUS DNS | BRA 17º | ARG Ret | SMR Ret | MON Ret | ESP Ret | CAN 9º  | FRA 12º | GBR 6º  | ALE 8º  | HUN 2º  | BEL 13º | ITA Ret | AUT 7º  | LUX 8º  | JAP 11º | EUR Ret | 7      | 12º           |
| 1996      | Rothmans Williams Renault     | Williams FW18  | Renault V10     | AUS 1º  | BRA 1º  | ARG 1º  | EUR 4º  | SMR 1º  | MON Ret | ESP Ret | CAN 1º  | FRA 1º  | GBR Ret | ALE 1º  | HUN 2º  | BEL 5º  | ITA Ret | POR 2º  | JAP 1º  |         | 97     | 1º            |
| 1995      | Rothmans Williams Renault     | Williams FW17  | Renault V10     | BRA Ret | ARG 1º  | SMR 1º  | ESP 4º  | MON 2º  | CAN Ret | FRA 2º  | GBR Ret | ALE Ret | HUN 1º  | BEL 2º  | ITA Ret |         |         |         |         |         | 69     | 2º            |
| 1995      | Rothmans Williams Renault     | Williams FW17B | Renault V10     |         |         |         |         |         |         |         |         |         |         |         |         | POR 3º  | EUR Ret | PAC 3º  | JAP Ret | AUS 1º  | 69     | 2º            |
| 1994      | Rothmans Williams Renault     | Williams FW16  | Renault V10     | BRA 2º  | PAC Ret | SMR 6º  | MON Ret | ESP 1º  | CAN 2º  | FRA 2º  | GBR 1º  |         |         |         |         |         |         |         |         |         | 91     | 2º            |
| 1994      | Rothmans Williams Renault     | Williams FW16B | Renault V10     |         |         |         |         |         |         |         |         | ALE Ret | HUN 2º  | BEL 1º  | ITA 1º  | POR 1º  | EUR 2º  | JAP 1º  | AUS Ret |         | 91     | 2º            |
| 1993      | Canon Williams Team           | Williams FW15C | Renault V10     | AFS Ret | BRA 2º  | EUR 2º  | SMR Ret | ESP Ret | MON 2º  | CAN 3º  | FRA 2º  | GBR Ret | ALE 15º | HUN 1º  | BEL 1º  | ITA 1º  | POR 3º  | JAP 4º  | AUS 3º  |         | 69     | 3º            |
| 1992      | Motor Racing Developments Ltd | Brabham BT60B  | Judd V10        |         |         |         | ESP NQ  | SMR NQ  | MON NQ  | CAN NQ  | FRA NQ  | GBR 16º | ALE NQ  | HUN 11º |         |         |         |         |         |         | 0      | NC            |

Apesar de sua carreira relativamente curta na Fórmula 1, de uma entrada bastante tardia para os padrões atuais e de competir com pilotos como Alain Prost, Ayrton Senna, Michael Schumacher, Nigel Mansell e Mika Häkkinen, entre outros, Hill fez uma carreira respeitável:
- é o 11º piloto da história da F1 em número de pontos;
- é o décimo em número de vitórias;
- venceu cinco corridas fazendo a Pole position e a melhor volta.

| Temporada | Escuderia        | Vitórias | Pontos | Posição final |
| --------- | ---------------- | -------- | ------ | ------------- |
| 1992      | Brabham Judd     | -        | -      | -             |
| 1993      | Williams-Renault | 3        | 69     | 3º            |
| 1994      | Williams-Renault | 6        | 91     | Vice-Campeão  |
| 1995      | Williams-Renault | 4        | 69     | Vice-Campeão  |
| 1996      | Williams-Renault | 8        | 97     | Campeão       |
| 1997      | Arrows Yamaha    | -        | 7      | 12º           |
| 1998      | Jordan Mugen     | 1        | 20     | 6º            |
| 1999      | Jordan Mugen     | -        | 7      | 12º           |
| Totais    |                  | 22       | 360    |               |

### Comparação com parceiros de equipe
| Ano  | Pontos do Hill | Pontos do parceiro | Parceiro de equipe    | Equipe   |
| ---- | -------------- | ------------------ | --------------------- | -------- |
| 1992 | 0              | 0                  | Eric van de Poele     | Brabham  |
| 1993 | 69             | 99                 | Alain Prost           | Williams |
| 1994 | 91             | 14                 | David Coulthard       | Williams |
| 1995 | 69             | 49                 | David Coulthard       | Williams |
| 1996 | 97             | 78                 | Jacques Villeneuve    | Williams |
| 1997 | 7              | 2                  | Pedro Paulo Diniz     | Arrows   |
| 1998 | 20             | 14                 | Ralf Schumacher       | Jordan   |
| 1999 | 7              | 54                 | Heinz-Harald Frentzen | Jordan   |

## Vitórias por equipe
Williams: 21

Jordan: 1